# Gaertnera globigera
Gaertnera globigera är en måreväxtart som beskrevs av Beusekom. Gaertnera globigera ingår i släktet Gaertnera och familjen måreväxter. Inga underarter finns listade i Catalogue of Life.